# 희망로 (대구)
희망로(Huimang-ro)는 대구광역시 수성구 어린이회관 삼거리에서 남구 봉덕동 봉명네거리를 잇는 대구광역시의 도로이다.

## 주요 경유지
대구광역시
- 수성구 (황금동 . 중동) - 남구 (봉덕동)

## 노선
| 이름               | 접속 노선                                  | 소재지     | 소재지 | 비고 |
| ------------------ | ------------------------------------------ | ---------- | ------ | ---- |
| 어린이회관 삼거리  | 대구광역시도 제77호선 (동대구로)           | 대구광역시 | 수성구 |      |
| 황금초등학교교차로 |                                            | 대구광역시 | 수성구 |      |
| 희망로네거리       | 대구광역시도 제71호선 (들안로)             | 대구광역시 | 수성구 |      |
| 희망교             |                                            | 대구광역시 | 수성구 |      |
| 남구               |                                            | 대구광역시 |        |      |
| 희망교남단교차로   | 신천대로\|대구광역시도 제11호선 (신천대로) | 대구광역시 |        |      |

## 주요 건물 및 시설
- 현대자동차 희망로 대리점 (대구광역시 수성구 희망로 213)
- SK에너지 대성주유소 (대구광역시 수성구 희망로 146)
- 맥도날드 대구희망DT점 (대구광역시 수성구 희망로 238)
- 농협 대구중동금융센터(대구광역시 수성구 희망로 123)
- 투썸플레이스 남구청희망로점 (대구광역시 남구 희망로 5)